# Rockcorry
Rockcorry (iriska: Buíochar) är en ort i republiken Irland.   Den ligger i grevskapet County Monaghan och provinsen Ulster, i den nordöstra delen av landet, 100 km nordväst om huvudstaden Dublin. Rockcorry ligger 97 meter över havet och antalet invånare är 310.
Terrängen runt Rockcorry är platt. Runt Rockcorry är det glesbefolkat, med 20 invånare per kvadratkilometer. Närmaste större samhälle är Monaghan, 15,2 km norr om Rockcorry. Trakten runt Rockcorry består i huvudsak av gräsmarker.